# Mastacembelus frenatus
Espèce
Statut de conservation UICN

 LC  : Préoccupation mineure
Synonymes
- Aethiomastacembelus frenatus (Boulenger, 1901)
- Afromastacembelus frenatus (Boulenger, 1901)
- Athieomastacembelus frenatus (Boulenger, 1901)
- Caecomastacembelus frenatus (Boulenger, 1901)
- Mastacembalus mellandi Boulenger, 1914
- Mastacembelus mellandi Boulenger, 1914
- Mastacembelus mutombotombo Pellegrin, 1936
- Mastacembelus taeniatus Boulenger, 1901
- Mastacembelus thompsoni Boulenger, 1918
- Mastacembelus victoriae Boulenger, 1903[1]

Mastacembelus frenatus est une anguille épineuse de la famille des Mastacembelidae. Elle se surnomme "Muchili" en zambien, "Umukungwe" en rwandais ou encore "Okunga" en kényan.

## Localité
Cette "masta" est endémique de l'Afrique. Elle se rencontre en Angola, Botswana, Burundi, République démocratique du Congo, Kenya, Namibie, Tanzanie, Ouganda, Zambie, Zimbabwe. Dans le lac Victoria, le lac Tanganyika, bassin du Zambèze, rivière Okavango, bassin de la rivière Congo (bassin du Congo).

## Habitat
Dans son milieu naturel cette espèce de "masta" apprécie les berges à la végétation dense.

## Taille
Cette espèce mesure une taille maximale de 40 centimètres.

## Caractéristique physico-chimique[3]
- pH : 7.4 à 8.4
- dH : 7 à 30
- Température : 23 °C à 27 °C

## Alimentation
Cette espèce se nourrit dans son milieu naturel de poissons et d'insectes.